# (34564) 2000 SN292
2000 SN292 (asteroide 34564) é um asteroide da cintura principal. Possui uma excentricidade de 0.17519820 e uma inclinação de 11.97610º.
Este asteroide foi descoberto no dia 27 de setembro de 2000 por LINEAR em Socorro.